# Bronzescheitel-Smaragdspint
Der Bronzescheitel-Smaragdspint (Merops orientalis) auch Smaragdspint ist ein Vogel aus der Familie der Bienenfresser (Meropidae).

## Merkmale
Der Bronzescheitel-Smaragdspint ist ein farbenprächtiger, schlanker Vogel. Das Gefieder ist an der Oberseite gold-grün bis dunkelgrün gefärbt. Die Unterseite variiert je nach Unterart. Die Flügel sind grün, Augenmaske und Schnabel schwarz und die Augen rot.
Der Vogel erreicht eine Gesamtlänge von 16 bis 18 cm; hinzu kommen noch die bis zu 10 cm langen verlängerten mittleren Schwanzfedern. Diese fehlen dem Jungvogel.

## Vorkommen
In Afrika kommt der Bronzescheitel-Smaragdspint südlich der Sahara von Senegal und Gambia bis nach Äthiopien sowie im Niltal vor; in Asien in Teilen des nahen und mittleren Ostens und von Indien bis nach Vietnam.
Er lebt in trockenen, offenen baumbestandenen Landschaften. Auf Grund des großen Verbreitungsgebietes und der Häufigkeit der Art wird der Smaragdspint als nicht gefährdet angesehen.

## Unterarten
Man unterscheidet acht Unterarten:
- M. o. viridissimus Swainson, 1837 kommt vom Senegal bis nach Äthiopien vor. Er ist gelblichgrün gefärbt. Die verlängerten mittleren Schwanzfedern werden bis 96 mm lang.
- M. o. cleopatra Nicoll, 1910 lebt im Niltal. Die verlängerten mittleren Schwanzfedern werden 86 mm lang.
- M. o. cyanophrys (Cabanis & Heine, 1860) lebt im Südwesten und Südosten der arabischen Halbinsel (z. B.: Oman, Jemen und Vereinigte Arabische Emirate), sowie in Gegenden am Toten Meer und am Jordan vor. Vorderkopf und Augenbrauen sind azurblau, Kinn und Kehle coelinblau, die Haube olivgrün. Die verlängerten mittleren Schwanzfedern werden nur 23 mm lang.
- M. o. muscatensis (Sharpe, 1886) lebt im zentralen Saudi-Arabien und ist gelblicher und blasser grün und hat ein schmaleres Kehlband als M. o. cyanophrys.
- M. o. beludschicus Neumann, 1910 lebt im küstennahen Tiefland vom Schatt al-Arab über den Iran und Pakistan bis zum Punjab und nach Rajasthan. Haube und Nacken sind goldgrün, Kinn und Kehle blassblau, der 1–2 mm breite Halsstreifen ist blassgrün. Die verlängerten mittleren Schwanzfedern werden bis 60 mm lang.
- M. o. orientalis Latham, 1801 lebt in Indien und Sri Lanka und hat ein dunkler grünes und weniger gelbliches Gefieder als M. o. beludschicus. Die verlängerten mittleren Schwanzfedern werden bis 71 mm lang.
- M. o. ferrugeiceps Anderson, 1879 lebt von Assam bis nach Birma und Vietnam. Haube, Nacken und Mantel sind rotbraun. Unter der schwarzen Maske befindet sich noch ein schmaler grüner Streifen. Die verlängerten mittleren Schwanzfedern werden bis 63 mm lang.
- M. o. ceylonicus Whistler, 1944 ist auf Sri Lanka verbreitet.

## Verhalten

Ein Bronzescheitel-Smaragdspinte fängt ein Insekt in der Luft.

Der Bronzescheitel-Smaragdspint ist ein recht häufiger und zutraulicher Vogel.
Von einer niedrigen Sitzwarte aus jagt er Insekten, vorwiegend Bienen, Wespen und Ameisen im Flug.

## Fortpflanzung
Während der monogame Bronzescheitel-Smaragdspint in Afrika alleinstehende bis zu 2 m lange Bruthöhlen in Sandbänke gräbt, brütet er in Indien auch in Kolonien mit bis zu 30 Brutpaaren.
Das Gelege besteht aus vier bis acht weißen Eiern, die von beiden Elternvögeln bebrütet werden.